# Alexander Haslund
Magnus Edvard Alexander Haslund, född 6 september 1844 i Köpenhamn, död där 10 april 1906, var en dansk dermatolog. Han var bror till Otto Haslund.
Haslund avlade medicinsk examen 1870, utbildade sig först till halsläkare, var förste underläkare vid Kommunehospitalets avdelning V och senare tillförordnad överläkare där 1874–1875 och disputerade för doktorsgraden 1875 på avhandlingen Rhinoskopien. Åren 1875–1876 var han förste underläkare vid Kommunehospitalets avdelning IV, 1877–1882 visiterande läkare hos polisen och utnämndes 1882 till överläkare vid Kommunehospitalets avdelning IV. Till denna tjänst, som han innehade till 1906, var docenturen i dermatovenereologi knuten. 
Haslund införde behandlingen av psoriasis med höga doser kaliumjodid i Danmark, och skrev om tertiär och malign syfilis, Pemphigus vegetans och Dermatitis herpetiformis (Duhrings sjukdom). Särskilda studier ägnade han åt leukoderma och halogenoderma.